# Pandora (artist)
Karin Anneli Catarina Pandora Magnusson, mest känd under artistnamnet Pandora, född 20 juni 1970 i Västerås, Västmanlands län, är en svensk sångerska och musiker. Under eurodancens storhetstid på 1990-talet blev Pandora snabbt en etablerad artist och är i dag en pionjär för genren. Hon är en av Sveriges mest storsäljande artister genom tiderna och har framför allt gjort stor karriär i Japan. Med hitlåtar som "Trust me", "Don´t you know" och "Tell the world" har Pandora sålt 6 miljoner skivor, blivit guld-certifierad 21 gånger och haft 19 hits på Svenska hitlistan. Hon tävlade i Melodifestivalen 2003 och 2004, men utan att gå till final.

## Karriär

### Bakgrund
Anneli Magnusson växte upp i Björkbacken utanför Västerås och fann tidigt ett hem inom musiken. När hon var 14 uppträdde hon solo på ett café med sånger av Cat Stevens och Bob Dylan. Hon gick sedan musiklinje på Carlforsska Gymnasiet där hon bland annat läste klassisk gitarr och musikteori och utvecklade sin låtskrivartalang. Redan innan hon tagit examen blev hon anlitad av de lokala musikproducenterna Hit Vision (en grupp bestående av Martin Ankelius, Peter Johansson och Henrik Andersson) som letade efter en sångerska för sina kompositioner, och hon spelade in ett antal demos med dem. Delar av Hit Vision flyttade sedan till ett skivbolag i Stockholm, och Magnusson fick då en chans att spela in musik i en studio. Hon tog sig artistnamnet Pandora, och släppte sitt första album 1993, vid 23 års ålder.

### 1990-talet
1993 slog Pandora genom med debutsingeln "Trust Me", som i Sverige blev den mest sålda singeln det året, och därmed slog bland annat "The Sign" av Ace of Base. Den nådde även topplistor i Finland, Norge, Danmark, Israel och Australien. Hennes första två album One of a Kind (1993) och Tell the World (1995) släpptes på storbolaget Virgin Records i hela världen. One of a Kind sålde guld i både Sverige och Finland.
1996 blev ett intensivt år för Pandora. Hon skrev ett världstäckande avtal med Universal Records i Tyskland och var deras högsta prioritet det året. Hon släppte där sitt tredje album Changes, producerat av Hit Vision-trion, och sålde snabbt guld och platina runt om i världen. Det var också det året Pandora åkte till Japan första gången, landet hon kom att bli allra störst i. Albumet Tell The World såldes där i mer än 700 000 ex. Hon belönades med "Honored Prize" från den japanska radiostationen ZIP FM och hennes skivbolag MCA Records 1996, då hennes singel "Tell the World" slagit rekord på listan, där den låg etta i sex månader. Pandora släppte två album per år i Japan mellan 1996 och 1999 och gjorde två stora turnéer med sitt band i utsålda konserthus med 3 000–5 000 personer i publiken. Hon har besökt landet åtminstone 20 gånger och bland annat medverkat två gånger i landets populäraste TV-program Yuromo Hippare, där hon sjungit live på japanska. 
Det fjärde albumet, This could be heaven, släpptes 1997 och innehöll för första gången egenskrivet material. Det sålde platina i Japan inom sex veckor.
Pandora sjöng den officiella OS-låten Spirit to Win inför OS i Nagano 1998. Samma år slog hon igenom i Australien med låten "A Little Bit", som där sålde över 75 000 ex.  Videon spelades in i New York. Förutom ett hektiskt PR-schema uppträdde hon på sjutton klubbar i de största städerna under nio dagar. Dessutom skapades en Pandora-barbiedocka. 
De två följande albumen Breathe (1999) och No Regrets (2000) släpptes av praktiska skäl endast i Japan. Breathe visade mer rockiga inslag än tidigare, och innehöll ett samarbete med Europes gitarrist Kee Marcello.  

### 2000-talet

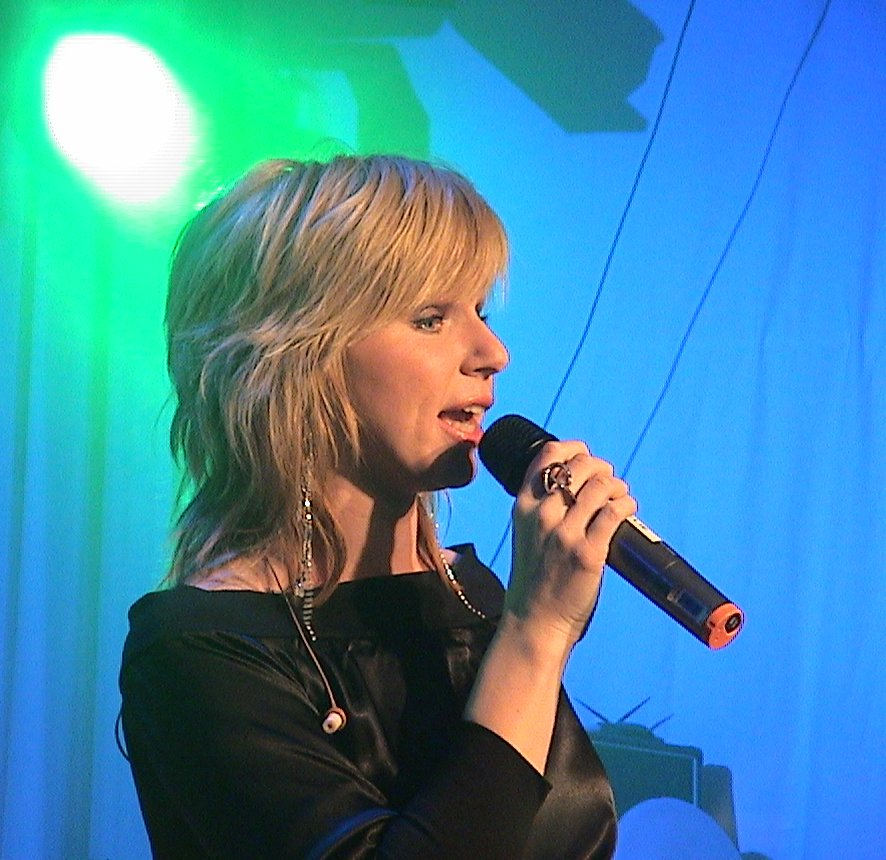
På Blue Moon Bar i Karlstad, 2004.

Via Universal i Japan släpptes 2001 albumet A little closer. 
2002 var hon tillbaka på den europeiska scenen efter fyra års uppehåll, och hon samarbetade för första gången med finska låtskrivare då hon släppte albumet Won´t look back via EMI i Finland. Albumet släpptes internationellt 2003 och följdes av ett halvårs turné. 
2003 medverkade hon för första gången i Melodifestivalen med låten "You" skriven av Jan Johansen och Shirley Clamp. Detta var hennes första officiella framträdande i Sverige sedan 1997. Även 2004 deltog hon i Melodifestivalen med låten "Runaway", skriven av svenska producenten Hurricane. Båda gångerna åkte hon ut och nådde inte finalen.
Pandoras nionde album Nine Lives släpptes i Japan 2003, i Skandinavien 2005 och internationellt 2006. I samband med den svenska releasen började hon så smått uppträda i Sverige igen efter nästan åtta års frånvaro, då karriären varit fokuserad mestadels utomlands sedan 1996. 2006 gjorde hon en nyinspelning av singeln "Trust me". Detta blev den första singeln i en serie av hitlåtar — United DJ's Vs Pandora — som resulterade i fullängdsalbumet Celebration. Detta album släpptes även i Japan, dit hon åkte 2008 för TV framträdanden och shower på A Life in Tokyo och Zone i Nagoya. 
2007 bokades hon för en turné i Finland med 10 spelningar, som sedan växte till över 300 konserter i Finland. 
Pandora drog sig sedan tillbaka några år då hon behövde fokusera på privatlivet, inklusive en rättegång kring skattefusk.

### 2010-talet
2011 släppte hon sitt tolfte album Head Up High, ett album med delvis nytt sound och med personliga berättelser om sitt krackelerade äktenskap och rättstvister. Albumet blev Pandoras genombrott i Ryssland och Baltikum och en comeback i Sverige. Ett av dess spår, "You believed", skickades in till Melodifestivalen 2010 men blev inte uttagen. Singeln "WHY (Magistral)", en mix av Why från albumet med ryska låten Magistral, blev nominerad till bästa internationella video på OE Music Video Awards i Riga. På TV-galan uppträdde Pandora tillsammans med lettiska Stacy, som rappar på låten. Låten låg också i topp-20 på 70 av de största radiostationerna i Ryssland. Pandora och Stacy uppträdde också på ryska MUZ TV inför 170 000 TV-tittare. 
I samverkan med den finlandssvenska radiokanalen Yle X3M gjorde Pandora låten "Drottningen av Åland", hennes första låt släppt på svenska. Låten släpptes den 7 juni 2012 som en del av en anti-rasismkampanj och fanns nedladdningsbar gratis. Den blev YLEs mest spelade låt 2012.
Pandora medverkade i finska Idrottsgalan, Muz TV (Ry), Adam Live, P4 med Lotta Bromé, TV 4 Efter tio med Malou von Sivers, TV 4:s Nyhetsmorgon, SVT:s Gomorron Sverige, Mix Megapol och Rix Morron Zoo med mera bara under vintern 2011–2012.
För att fira 20 år som artist släppte Pandora singeln I Feel Alive 2013, skriven ihop med Fredrik Sonefors. Under 2014-2015 arbetade hon på sitt första album med helt egenskriven musik, som 2015 spelades in i Helsingfors. Hon framförde en av låtarna inför Kung Carl XVI Gustav på ett privat evenemang på Västerås slott 2015, men albumet har ännu inte (2023) släppts.
2015 fick Pandora en plats på Västerås "Wall of Fame" i Aros Congress Center. Hon lade musiken delvis åt sidan och skrev på en självbiografi som mynnade ut i ett inspirations-föredrag. Under rubriken "Trust me - Who can you trust?" delade hon med sig av sina livserfarenheter och framförde även en del av sina nyskrivna sånger.
Sommaren 2017 var Pandora med i "Vi som älskar 90-talet" en utsåld sommarturné tillsammans med bland andra E-Type och Aqua. 

### 2020-talet
Våren 2020 deltog hon i Finlands säsong 1 av Masked Singer Suomi, där hon tävlade som figuren Peacock och kom på fjärde plats.
2021 deltog hon tillsammans med finska raptrion Teflon Brothers i det årets upplaga av Uuden Musiikin Kilpailu, Finlands motsvarighet till Melodifestivalen. Deras bidrag I Love You nådde en andraplacering på finska topplistorna i upptakten till tävlingen, vilket även blev dess slutgiltiga resultat i sändningen efter tittarnas storfavoriter Blind Channel. Låten streamades 4 miljoner gånger i Finland under de första månaderna, den sålde platina och blev Pandoras 21e guld-skiva.
Pandora var sommarpratare i finska YLEs Sommarprat-serie 2021. Hon uppträdde igen i Vi som älskar 90-talet sommaren 2023.
Pandora uppträdde tillsammans med Sanna Nielsen i Melodifestivalen 2025, som öppningsnummer vid deltävlingen i hemstaden Västerås.

## Privatliv och rättsfall
I en intervju i samband med sitt 30-årsjubileum 2023 berättade Pandora att hon i samband med en livskris i början av 2000-talet kontaktade kyrkan Lifecenter i Västerås, genomgick själavård och slutligen lät döpa sig. Det stärkte hennes självkänsla och kraft att fortsätta karriären.
Annelis make sedan 2000, som även var hennes affärspartner, visade sig senare vara en bedragare och försatte henne i ekonomiska svårigheter. Detta ledde till skilsmässa och 2004 fick hon en son med nya partnern Per. Trots att ex-maken tog på sig skulden -  under 2000-2001 ska hon ha smitit ifrån 1,4 miljoner kronor i skatt - dömdes Pandora 2010 till tre månaders samhällstjänst för skattefusk. Hon begärde dock resning och blev 2016 friad från domen då hon förutom straffet även betalat skattetillägg.
2013 bröt Anneli Magnusson förhållandet med Per och blev tillsammans med finske Mikko Peltonen, vilket stärkte både hennes självförtroende och hennes band till Finland.

## Diskografi

### Album
- One of a Kind (1993)
- Tell the World (1995)
- Tell the World (1996, Japan)
- Changes (1997)
- Best of Pandora (1997)
- This Could Be Heaven (1998)
- Hitbox (1998, Red Title)
- Hitbox (1998, Blue Title)
- Breathe (1999)
- Pandora Nonstop (1998)
- Blue (1999)
- No Regrets (1999, Japan)
- A Little Closer (2000, Japan)
- Won't Look Back (2002)
- 9 Lives (2003, Japan)
- Greatest Hits and Remixes (2004)
- 9 Lives (2005)
- Celebration - United DJ's vs Pandora (2007)
- Celebration - United DJ's vs Pandora (2008, Japan)
- Head up high (30.3.2011 / Finsk version)
- Head up high (23.11.2011 / Svensk version)

### Singlar
- "Trust Me" (1993)
- "Come On and Do It" (1993)
- "One of a Kind" (1994)
- "Something's Gone" (1994)
- "Tell the World" (1994)
- "Don't You Know" (1995)
- "The Naked Sun" (1995)
- "One of Us" (1995)
- "A Little Bit" (1996)
- "The Sands of Time" (1997)
- "Smile 'n' Shine" (1997)
- "Show Me What You Got" (1997)
- "Spirit to Win" (1998)
- "This Could Be Heaven" (1998)
- "Bright Eyes" (1998)
- "Mr. Right" (1998)
- "You Drive Me Crazy" (1998)
- "You'll Be Alright" (1999)
- "You Don't Want to Know" (?)
- "Smile 'n' Shine” / ”You'll Always Be (The Love of My Life)" (1999)
- "No Regrets" (1999)
- "I Need to Know” / ”Every Second Beat" (2001)
- "Don't Worry" (2001)
- "I Won't Look Back" (2002)
- "When I"m Over You" (?)
- "You" (2003)
- "Don't Worry" (2003)
- "Runaway" (2004)
- "I'm Confused" (2004)
- "Don't Worry" (2006)
- "A Love Like This" (2006)
- "Trust Me - United DJ's vs Pandora" (2006)
- "Don't You Know - United DJ's vs Pandora" (2006)
- "Tell the World - United DJ's vs Pandora" (2007)
- "On a Night Like This - United DJ's vs Pandora" (2007)
- "Call Me - Deejay Jay feat. Pandora" (2008)
- "Kitchy Kitchy - feat Bloom 06" (2009)
- "You Believed - feat Matt Hewie" (2010)
- "Drottningen av Åland - feat X3M" (2012)

### Andra artisters versioner
2000 släppte Kylie Minogue en cover på Pandoras hit "On a Night Like This", som Pandora hade släppt i Japan året innan. Det är samma version och musiker och det är dessutom Pandora som lägger bakgrundsstämmorna till Kylie.